# CSAG1
CSAG1 (англ. Chondrosarcoma associated gene 1) – білок, який кодується однойменним геном, розташованим у людей на довгому плечі X-хромосоми. Довжина поліпептидного ланцюга білка становить 78 амінокислот, а молекулярна маса — 8 669.
| 10         |  | 20         |  | 30         |  | 40         |  | 50         |
| ---------- |  | ---------- |  | ---------- |  | ---------- |  | ---------- |
| MSATTACWPA |  | FTVLGEARGD |  | QVDWSRLYRD |  | TGLVKMSRKP |  | RASSPFSNNH |
| PSTPKRFPRQ |  | PKREKGPVKE |  | VPGTKGSP   |  |            |  |            |

A: Аланін

C: Цистеїн

D: Аспарагінова кислота

E: Глутамінова кислота

F: Фенілаланін

G: Гліцин

H: Гістидин

K: Лізин

L: Лейцин

M: Метіонін

N: Аспарагін

P: Пролін

Q: Глутамін

R: Аргінін

S: Серин

T: Треонін

V: Валін

W: Триптофан

Задіяний у такому біологічному процесі, як альтернативний сплайсинг. 